# Rainmaker (Iron Maiden)
Rainmaker è il 36° singolo degli Iron Maiden, uscito il 1º settembre 2003, tratto dall'album Dance of Death, rispetto al quale è uscito con solo una settimana di anticipo.

## Descrizione
La canzone è stata scritta dal bassista Steve Harris ,dal chitarrista Dave Murray e dal cantante Bruce Dickinson. La canzone Rainmaker è stata scritta per la maggior parte da Harris, e si sa che Dickinson abbia avuto idea per il testo e per il titolo poiché l'introduzione della canzone gli faceva pensare alla pioggia. L'assolo in questa canzone è suonato da Murray.
Il singolo è stato pubblicato in formato CD, in formato DVD ed in formato vinile 7". Ognuno di questi contiene tracce diverse. More Tea Vicar è una registrazione simile a Pass the Jam. Il singolo arriva in terza posizione in Finlandia ed in settima in Canada.

## Tracce
CD
1. Rainmaker - Dave Murray, Steve Harris, Bruce Dickinson - 3:38
2. Dance Of Death (Versione Orchestrale) - Janick Gers, Steve Harris - 8:36
3. More Tea Vicar - 4:40

DVD
1. Rainmaker - Dave Murray, Steve Harris, Bruce Dickinson - 3:38
2. The Wickerman (Live) - Adrian Smith, Steve Harris, Bruce Dickinson
3. Children Of The Damned - Steve Harris
4. Rainmaker (Video) - 3:38

7"
1. Rainmaker - Dave Murray, Adrian Smith, Bruce Dickinson - 3:38
2. Dance Of Death (Versione Orchestrale) - Janick Gers, Steve Harris - 8:36